# Kristina Persson
Inger Kristina Persson, född 16 april 1945 i Östersunds församling i Jämtlands län, är en svensk ekonom, socialdemokratisk politiker och ämbetsman. 

## Biografi
Efter studentexamen vid Östersunds högre allmänna läroverk 1964 studerade hon vid Handelshögskolan i Stockholm, där hon avlade civilekonomexamen 1968. Hon gick aspirantutbildningen vid Utrikesdepartementet 1970–1971, var departementssekreterare i Finansdepartementet 1971–1973, anställd vid Sekretariatet för framtidsstudier 1973–1976 och Nordens Fackliga Samorganisation 1983–1986, samt utredningssekreterare vid TCO 1986–1993.
Hon representerade socialdemokraterna i riksdagen 1991 och 1993-95 för  Stockholms kommuns valkrets. Hon var ledamot av Europaparlamentet mellan 1 januari och 8 oktober 1995. Hon var landshövding i Jämtlands län 1995-2001 och vice riksbankschef 2001–2007. Hon är sedan 2007 ordförande i Föreningen Norden och i tankesmedjan Global utmaning, vilken hon också grundade år 2005.
Den 3 oktober 2014 utsågs hon till minister i Statsrådsberedningen i Stefan Löfvens regering med ansvar för strategi- och framtidsfrågor (populärt kallat "framtidsminister") samt för nordiskt samarbete. Vid regeringsombildningen den 25 maj 2016 fick Persson lämna regeringen. 

### Familj
Kristina Persson är dotter till finansmannen Sven O. Persson. Hon har varit gift med konsulten Jan Olsson (född 1943).